# Кадарпіку
Ка́дарпіку (ест. Kadarpiku küla) — село в Естонії, у волості Ляене-Ніґула повіту Ляенемаа.

## Населення
Чисельність населення на 31 грудня 2011 року становила 37 осіб.

## Географія
Територією села тече річка Таебла (Taebla jõgi).
Через населений пункт проходить автошлях 9 (Еесмяе — Хаапсалу — Рогукюла).

## Історія
До 27 жовтня 2013 року село входило до складу волості Таебла.

## Пам'ятки

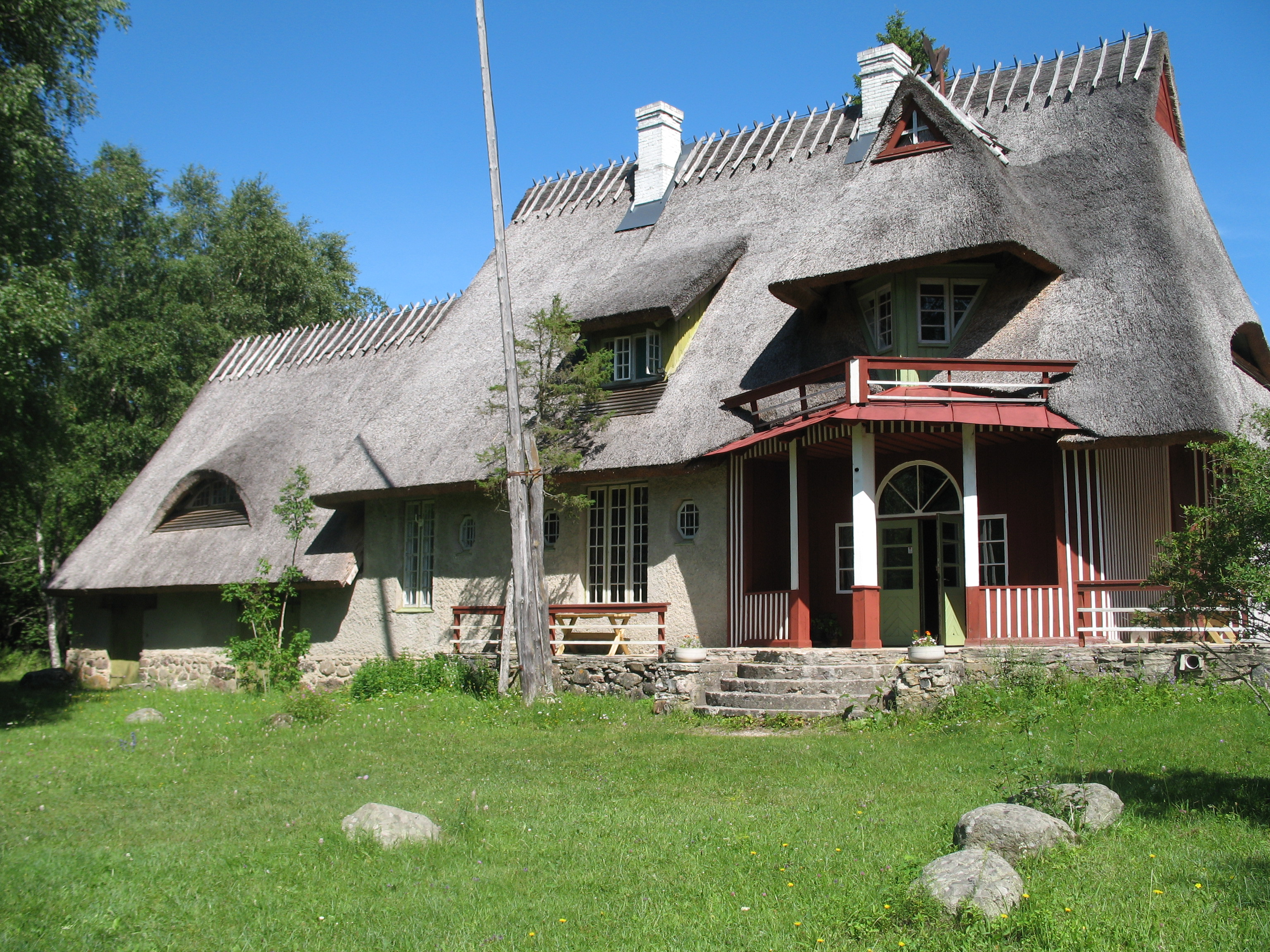
Будинок-музей Антса Лайкмаа

У селі розташований будинок-музей видатного естонського художника Антса Лайкмаа. 1932 року Лайкмаа оселився в Кадарпіку на власній фермі, де жив і працював до кінця свого життя. Антс Лайкмаа помер 1942 року і був похований у Кадарпіку.